# TSG Sprockhövel
Die TSG 1881 Sprockhövel ist mit rund 3000 Mitgliedern der größte Sportverein in Sprockhövel und im Ennepe-Ruhr-Kreis.

## Geschichte
Der heutige Verein TSG 1881 Sprockhövel entstand 1938 durch Zusammenschluss des 1881 gegründeten Turnverein Sprockhövel mit dem 1907 unter dem Namen Athene Sprockhövel gegründeten und 1909 umbenannten Sportverein Sprockhövel. Nachdem der Verein nach dem Zweiten Weltkrieg bis in die Kreisliga B abgefallen war, konnte man 1996 mit dem Aufstieg in die Landesliga Westfalen erstmals wieder an vergangene Erfolge anknüpfen. Nachdem 1997 der direkte Durchmarsch in die Verbandsliga Westfalen gelungen war, folgte im Jahr 2000 der erstmalige Aufstieg in die Oberliga Westfalen. In den folgenden Jahren pendelte die TSG zwischen Oberliga und Verbandsliga. 2007 gelang die erneute Rückkehr in die Oberliga.
2008 folgte als Tabellenletzter der Wiederabstieg in die neue Westfalenliga 2, es gelang jedoch der direkte Aufstieg in die NRW-Liga. Die Saison 2009/10 beendete der Verein jedoch als Tabellenletzter wiederum mit dem Abstieg. Als Fünfter der Westfalenliga qualifizierte sich die TSG 2012 für die wieder eingeführte Oberliga Westfalen. Dort sicherten sich die Sprockhöveler vier Jahre später am vorletzten Spieltag den Aufstieg in die Regionalliga West. Als Dritter profitierte die TSG davon, das Vizemeister SpVgg Erkenschwick keine Lizenz für die Regionalliga beantragt hatte. Nach nur einer Saison stiegen die Sprockhöveler wieder ab.

## Erfolge
- Meister der Verbandsliga Westfalen/Westfalenliga 2: 2000, 2002, 2007, 2009

## Spielstätte
Die TSG Sprockhövel trägt ihre Heimspiele auf dem im Jahr 1936 angelegten Stadion Im Baumhof aus. Aus diesem ehemaligen einfachen Ascheplatz entstand seit Anfang der 1990er Jahre ein zeitgemäßes kleines Stadion mit Kunstrasenplatz, Tartanbahn und überdachter Tribüne. Bei Spitzenspielen der Oberliga (NRW-Liga) finden in dem Stadion bis zu 3500 Zuschauer Platz. Nach dem Aufstieg in die Regionalliga West im Sommer 2016 trug die TSG Sprockhövel in der Folgesaison einige Risikospiele im Hagener Ischelandstadion aus.

## Persönlichkeiten
- Christopher Antwi-Adjei
- Marcel Appiah
- Mirkan Aydın
- Robin Benz
- Felix Casalino
- Lothar Huber
- Gaetano Manno
- Lena Oberdorf
- Tim Oberdorf
- Wolfgang Scheid
- Lukas Schmitz
- Otto Schweisfurth
- Jörg Silberbach
- Ferhat Ülker
- Hasan Ülker